# Paul Paeschke
Paul Paeschke (* 27. Februar 1875 in Berlin; † 10. Juni 1943 ebenda) war ein deutscher Maler und Grafiker des Impressionismus. Er war Mitglied der Berliner Secession, des Vereins Berliner Künstler und des Deutschen Künstlerbundes in Weimar.

## Leben
Paul Paeschke ließ sich zunächst in Berlin zum Zeichenlehrer ausbilden. Nach Ablegung seines Lehrerexamens besuchte er von 1900 bis 1906 die Berliner Kunstakademie, wo er von Otto Brausewetter und Georg Ludwig Meyn unterrichtet wurde. Sein grafisches Talent perfektionierte er als Meisterschüler von Professor Karl Köpping, der an der Akademie ein Atelier für Kupferstich und Radierung betrieb.

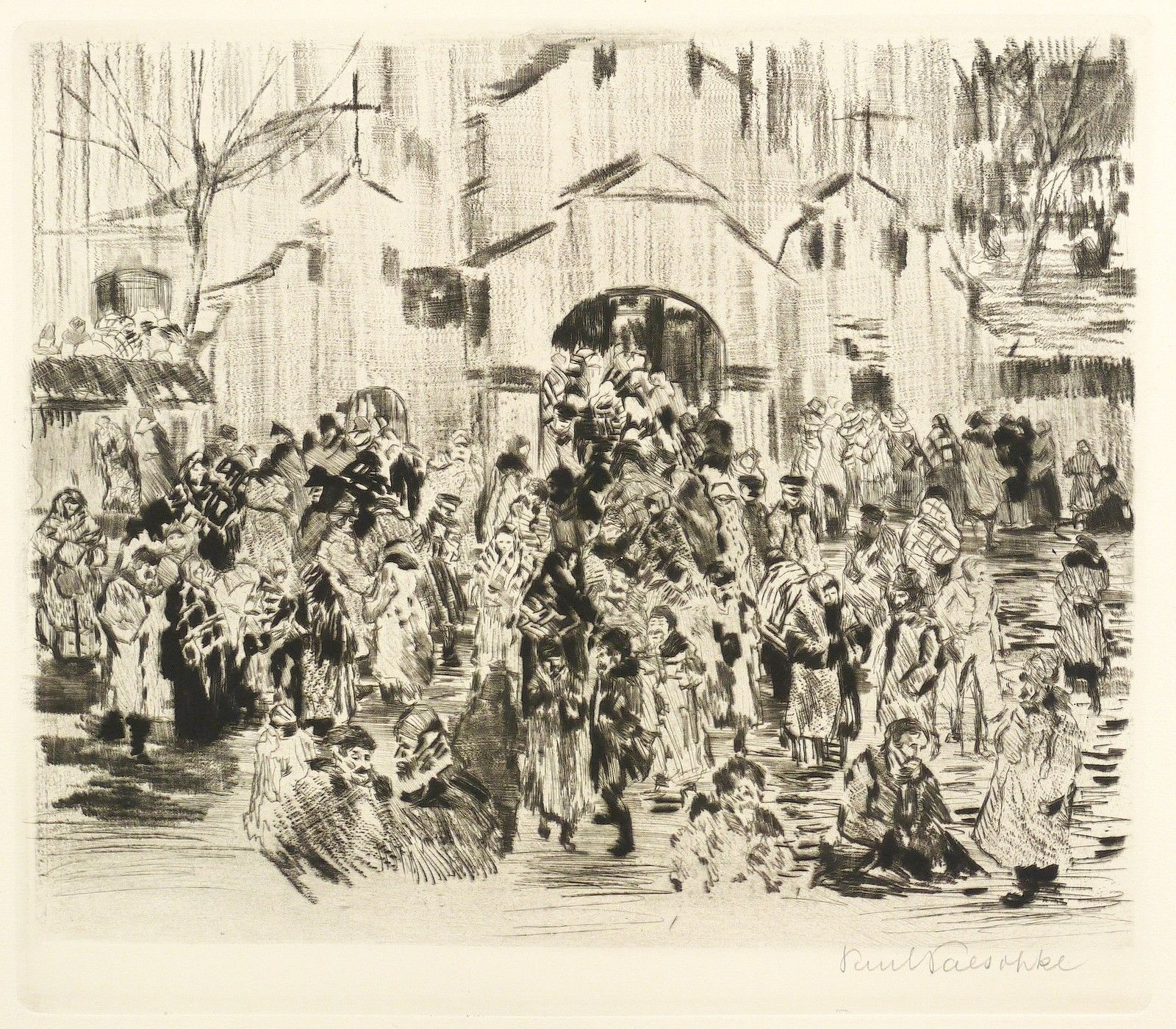
Kirchgang in Lida (Radierung, 1918)

Am Ersten Weltkrieg nahm Paeschke als einfacher Landsturmmann teil und betätigte sich zeitweise als Kriegsmaler und Mitarbeiter der Kriegszeitung „Die Wacht im Osten“. Zahlreiche Radierungen des religiösen Lebens im litauischen Wilna (heute Vilnius) und im belarussischen Lida sind Zeugen dieser Zeit.
Während des Zweiten Weltkrieges arbeitete Paeschke als Kunsterzieher in Brandenburg, wohnte aber weiterhin in seiner Berliner Wohnung in Zehlendorf.

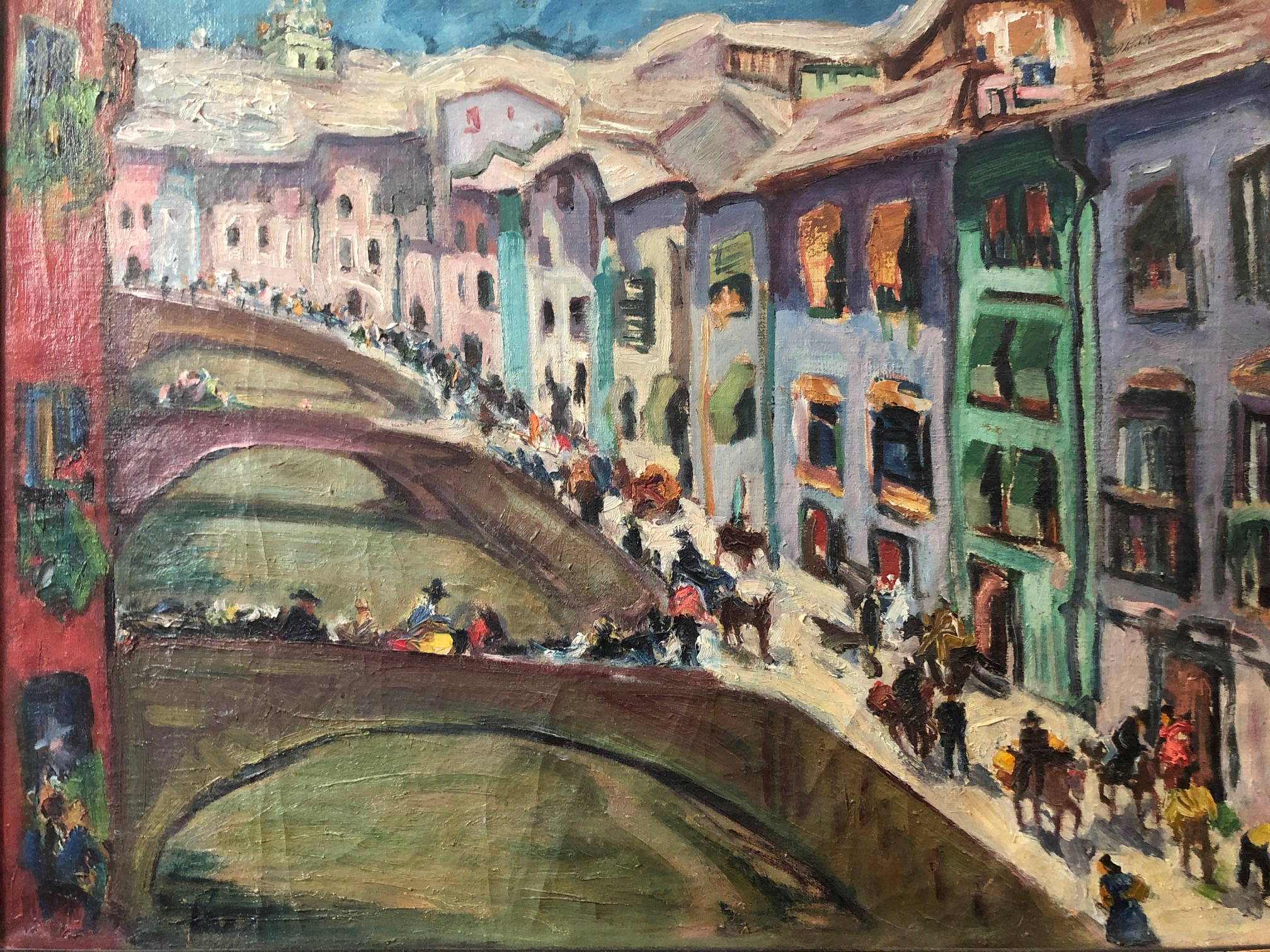
Straße am Rio Darro in Granada (Ölgemälde, um 1930)

Paul Paeschke war seit dem 27. März 1909 mit Jenny Paeschke, geb. Knittel (* 4. Juni 1868; † 15. Januar 1961) verheiratet, die Ehe blieb jedoch kinderlos.
Das Ehepaar Paeschke war mit dem Maler Lovis Corinth und dessen Frau Charlotte Berend-Corinth befreundet und verbrachte mit beiden einen dreimonatigen Studienaufenthalt in Griechenland. Ferner reisten Paeschkes mit Charlotte Berend-Corinth 1925 nach Spanien. Über eine weitere Spanien-Reise berichtete Paeschke später in einem Zeitschriftenbeitrag. Für Lovis Corinths spätes Gemälde „Ecce homo“ aus dem Jahr 1913 stand Paeschke als Kriegsknecht Modell.
Paul Paeschke starb am 10. Juni 1943. Sein Grab befindet sich auf dem Friedhof Zehlendorf in Berlin (ehemalige Grabstelle 009/553, Ehrengrab bis 2009, heute nicht mehr vorhanden).

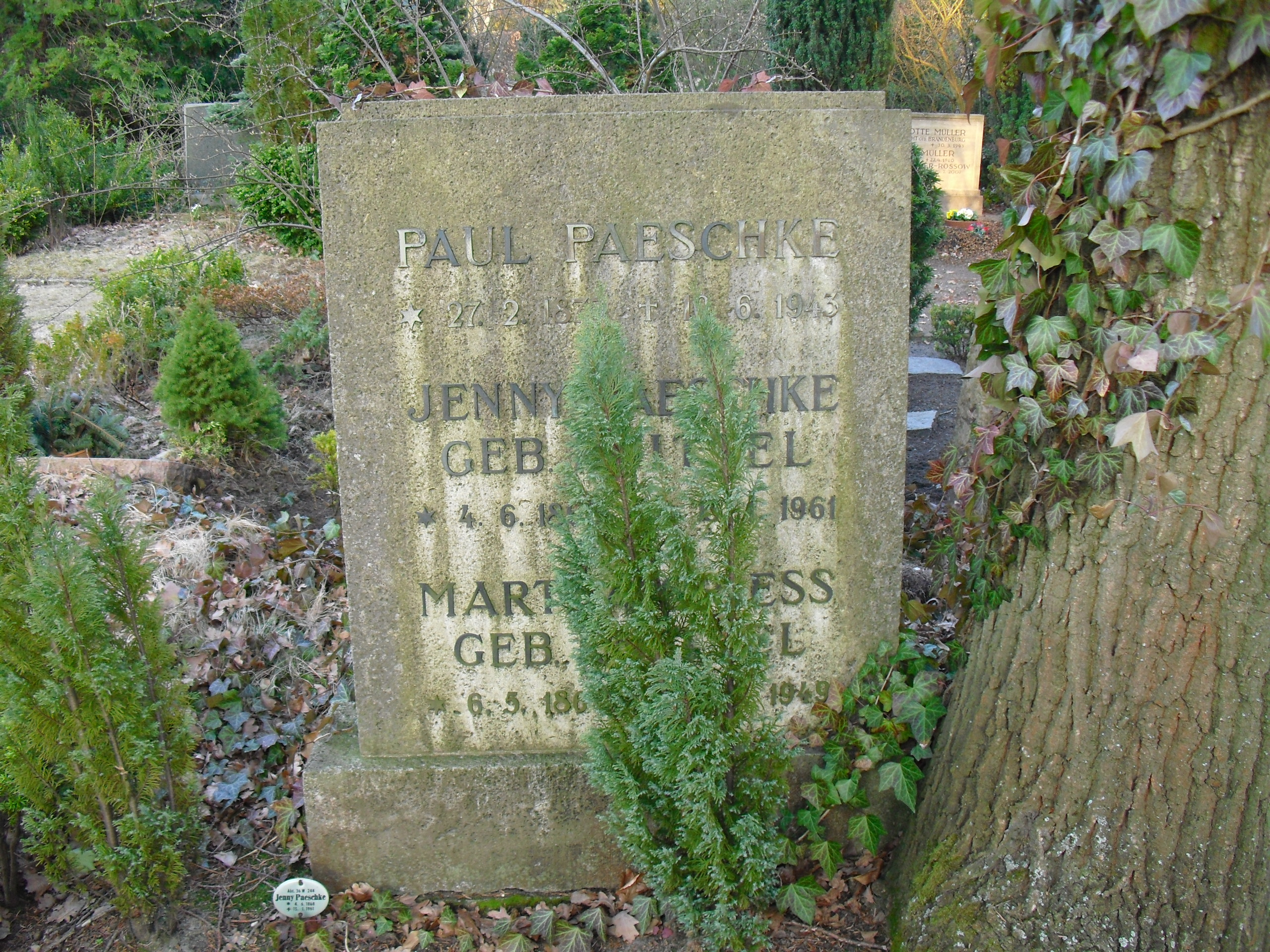
Ehemaliges Ehrengrab auf dem Friedhof Zehlendorf in Berlin

## Werk
Wenngleich Paeschke auch zahlreiche Ölbilder schuf, besteht sein Hauptwerk aus Radierungen und Lithographien, die er erstmals 1905 auf der Großen Berliner Kunstausstellung einer breiten Öffentlichkeit präsentierte. Es folgten zahlreiche weitere Ausstellungen des Deutschen Künstlerbundes, der Münchener Secession und der Berliner Secession, bei denen Paeschke mit eigenen Werken vertreten war.
Bei seinen Radierungen erreichte Paeschke eine besondere Meisterschaft; diese sind den grafischen Arbeiten der weitaus bekannteren Impressionisten Max Liebermann, Max Slevogt und Lesser Ury sehr nahestehend. Bemerkenswert sind zudem seine Pastellzeichnungen, die oftmals eine besondere Heiterkeit und Schwerelosigkeit ausstrahlen.

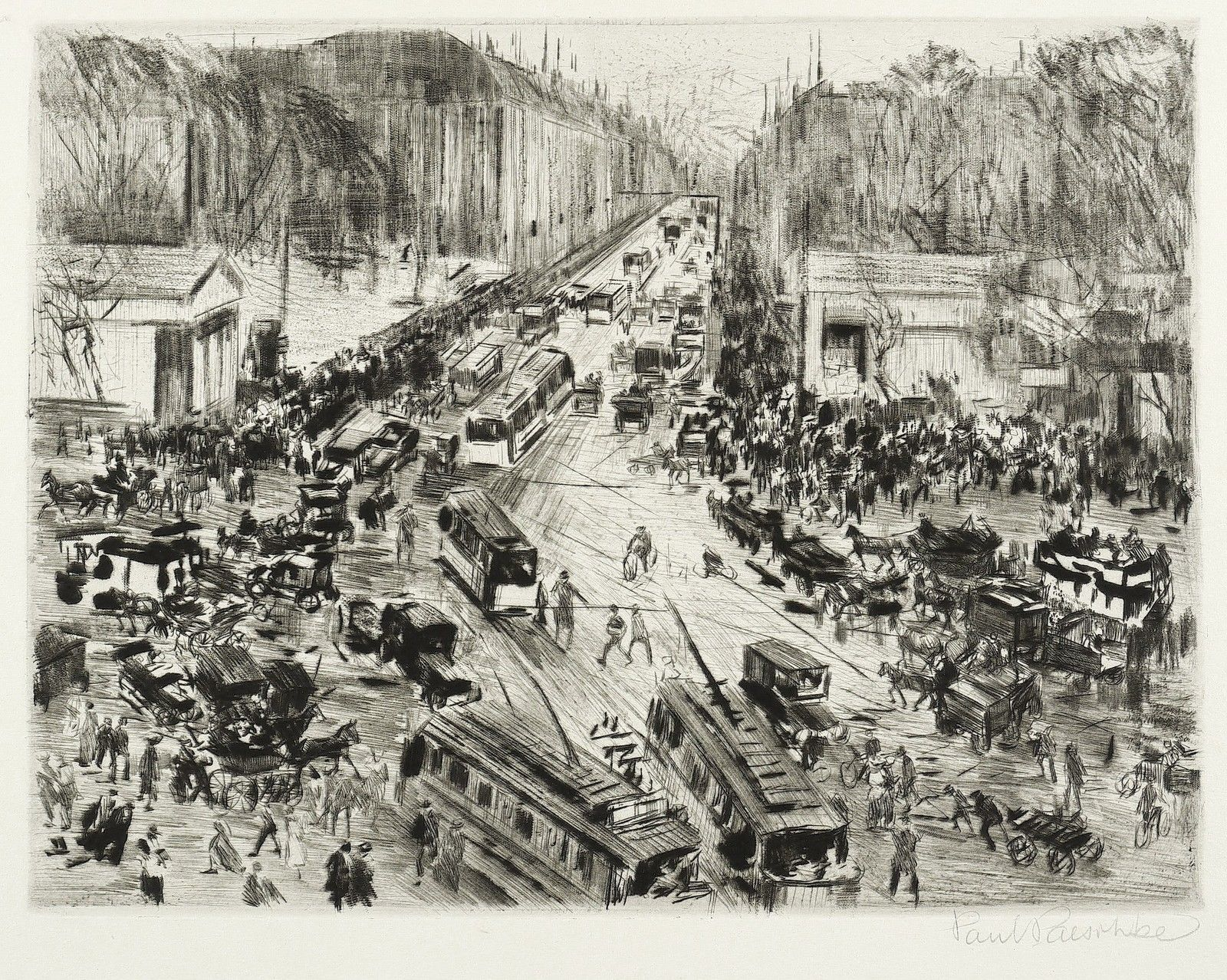
Potsdamer Platz in Berlin (Radierung, 1918)

Ausgedehnte Studienreisen führten Paeschke durch viele Gegenden Deutschlands sowie in das europäische Ausland, insbesondere nach Spanien, Italien und England, wo zahlreiche Zeichnungen und Gemälde entstanden. Thematisch lag der Schwerpunkt seiner Arbeit jedoch eindeutig auf Motiven von Berlin und seinem Umland. Insbesondere seine Großstadt-Darstellungen mit ihren Menschenansammlungen sind für Paeschkes Werk charakteristisch.
Paul Paeschkes Bilder sind in vielen Museen vertreten, unter anderem im Stadtmuseum Berlin, im Jüdischen Museum Berlin, in der Berlinischen Galerie und in der National Gallery of Art in Washington.
Das Berlin Museum widmete Paeschke 1975 zu seinem 100. Geburtstag eine Einzelausstellung. In der großangelegten Bielefelder Ausstellung „Der deutsche Impressionismus“ war er 2009/2010 mit dem Ölgemälde „Leipziger Straße Berlin“ vertreten.
Die Ausstellung „Streit am Wannsee – Von noblen Villen und Strandbadfreuden“ in der Liebermann-Villa in Berlin zeigte 2017, neben Werken von Heinrich Zille, Max Liebermann, Philipp Franck und Hugo Vogel, auch ein Ölgemälde „Wannsee“ von Paul Paeschke.
Weitere erwähnenswerte Ausstellungen mit Werken von Paeschke sind „Die Eroberung der Straße – Von Monet bis Grosz“ (Schirn Kunsthalle, Frankfurt am Main, 2006), die Doppelausstellung „Käthe Kollwitz / Paul Paeschke“ (Steißlingen, 2007) sowie „Die Schönheit der großen Stadt – Berliner Bilder von Gaertner bis Fetting“ (Museum Ephraim-Palais, Berlin, 2018).
In der am 9. April 2017 ausgestrahlten Folge der Sendung Lieb & Teuer des NDR wurde ein Gemälde des Potsdamer Stadtschlosses besprochen, welches Paeschke im Jahr 1941 gemalt hat.

## Einzelausstellungen
- 30. August – 26. Oktober 1975: Paul Paeschke, einem Berliner Maler zum 100. Geburtstag, Berlin Museum, Berlin.